# Уилям Голдман
Уилям Голдман (на английски: William Goldman) е американски писател на романи в жанра трилър, драматург, белетрист и сценарист, два пъти носител на наградата „Оскар“.

## Биография и творчество
Уилям Голдман е роден на 12 август 1931 г. в Хайленд Парк, Чикаго, Илинойс, САЩ, в еврейското семейство на Марион Уейл и Морис Кларънс Голдман, бизнесмен. Има по-голям брат, Джеймс Голдман (1927-1998), сценарист и драматург.
Голдман завършва през 1952 г. колежа „Оубърлин“, Охайо, с бакалавърска степен по изкуствата, като още там се опитва да пише. Служи в армията от 1952 г. до 1954 г., и след нея завършва през 1956 г. Колумбийския университет в Ню Йорк с магистърска степен по изкуствата.
След завършването си Голдман започва да пише, като споделя общ апартамент заедно с брат си и техния приятел Джон Кандер, композитор („Кабаре“, „Чикаго“). Насочва се към поезията, разказите и романите.
През 1957 г. за три седмици пише първия си роман „The Temple of Gold“. Един от следващите му романи „Soldier in the Rain“ е първият, който е филмиран с участието на Стийв Маккуин и Джаки Глийсън.
Голдман се жени за Айлийн Джоунс през 1961 г. Имат 2 дъщери – Джени (1962) и Сузана (1965). Развеждат се през 1991 г.
Публикува пет романа и три пиеси за Бродуей преди да започне да пише сценарии и да бъде един от най-успешните сценаристи в Холивуд. Прави осемгодишно проучване на историята за Буч Касиди и Сънданс Кид преди да напише романа за тях през 1969 г.
В началото на 60-те години Клиф Робъртсън го наема да адаптира сценария за „Flowers for Algernon“. Първият му самостоятелен сценарий е „Masquerade“. В края на 60-те изцяло е нает за сценарист.
Голдман е известен предимно със сценариите си. Някои от тях той пише безвъзмездно, като „Последният екшън герой“ с Арнолд Шварценегер.
Печели две награди „Едгар“ на Асоциацията на писателите на криминални романи на Америка за най-добър сценарий – през 1967 г. за „Harper“ и през 1979 г. за „Magic“.
Уилям Голдман е носител на две награди „Оскар“ – награда за най-добър оригинален сценарий за „Буч Касиди и Сънданс Кид“, както и наградата за най-добър адаптиран сценарий за „All the President's Men“. През 1985 г. получава наградата „Laurel“ за цялостен принос като сценарист.
Голдман живее в мансарден апартамент в Ню Йорк и пише своите произведения в близък до него офис. Умира на 87 години от рак на дебелото черво и пневмония на 16 ноември 2018 г.

## Произведения

### Самостоятелни романи
- The Temple of Gold (1957)
Златният храм, изд. „Фама“ (2014), прев. Катя Гончарова
- Your Turn to Curtsy, My Turn to Bow (1958
- Soldier in the Rain (1963)
- No Way to Treat A Lady (1964)
- The Thing of It Is... (1967)
- Boys and Girls Together (1969)
- Butch Cassidy and The Sundance Kid (1969)
- The Temple of Gold (1970)
- Father's Day (1971)
- The Princess Bride (1973) – под псевдонима Саймън Моргенщерн
Принцесата булка, изд. „Ерове“ (2023), прев. Владимира Старирадева
- Marathon Man (1974)
Маратонецът, изд. „Жар“ (1993), прев. Любов Георгиева
- Wigger (1974 (детски роман)
- The Great Waldo Pepper (1975)
- Magic (1976)
- Tinsel (1979)
- Control (1982)
- The Silent Gondoliers (1983) – под псевдонима Саймън Моргенщерн
- The Color of Light (1984)
- Edged Weapons (Heat) (1985)
Остри оръжия, изд. „Ведрина“ (1997), прев. Милко Стоименов
- Brothers (1986)

### Романизации на филми
- Maverick (1994) – в съавторство с Макс Алън Колинс
Мавърик, изд. „Валент“ (1994), прев. Иван Киров

### Разкази
- Something Blue (1958
- Till the Right Girls Come Along (1958)

### Документалистика
- Blood Sweat and Stanley Poole (1962)
- The Season: A Candid Look at Broadway (1969)
- Adventures in the Screen Trade (1983)
- Wait Till Next Year (1988) – в съавторство с Майк Лупика
- Hype and Glory (1990)
- The Big Picture: Who Killed Hollywood?: And Other Essays (1999)
- Which Lie Did I Tell?: More Adventures in the Screen Trade (2000)

### Филмография
- 1963 Soldier in the Rain – по романа
- 1965 Masquerade – сценарий
- 1966 Harper – сценарий
- 1968 No Way to Treat a Lady – по романа
- 1969 Буч Касиди и Сънданс Кид
- 1972 The Hot Rock – сценарий
- 1975 Степфордските съпруги – сценарий
- 1975 The Great Waldo Pepper – сценарий
- 1976 Цялото президентско войнство – сценарий
- 1976 Marathon Man – сценарий по романа
- 1977 A Bridge Too Far – сценарий
- 1978 Magic – сценарий по романа
- 1979 Mr. Horn – ТВ филм
- 1979 Butch and Sundance: The Early Days – за героите
- 1986 Heat – сценарий по романа
- 1987 The Princess Bride – сценарий по романа
- 1990 Мизъри – сценарий
- 1992 Memoirs of an Invisible Man – сценарий
- 1992 Year of the Comet
- 1992 Chaplin – сценарий
- 1994 Маверик, Maverick
- 1996 Da Vinci – по разказа
- 1996 The Chamber – сценарий
- 1996 The Ghost and the Darkness
- 1997 Fierce Creatures – сценарий
- 1997 Абсолютна власт – сценарий
- 1999 The General's Daughter – сценарий
- 2001 Hearts in Atlantis – сценарий
- 2003 Капан за сънища, Dreamcatcher – сценарий
- 2015 Жокерът, Wild Card – сценарий базиран на романа „Heat“, римейк на филма